# Великогабаритний вантажний автомобіль

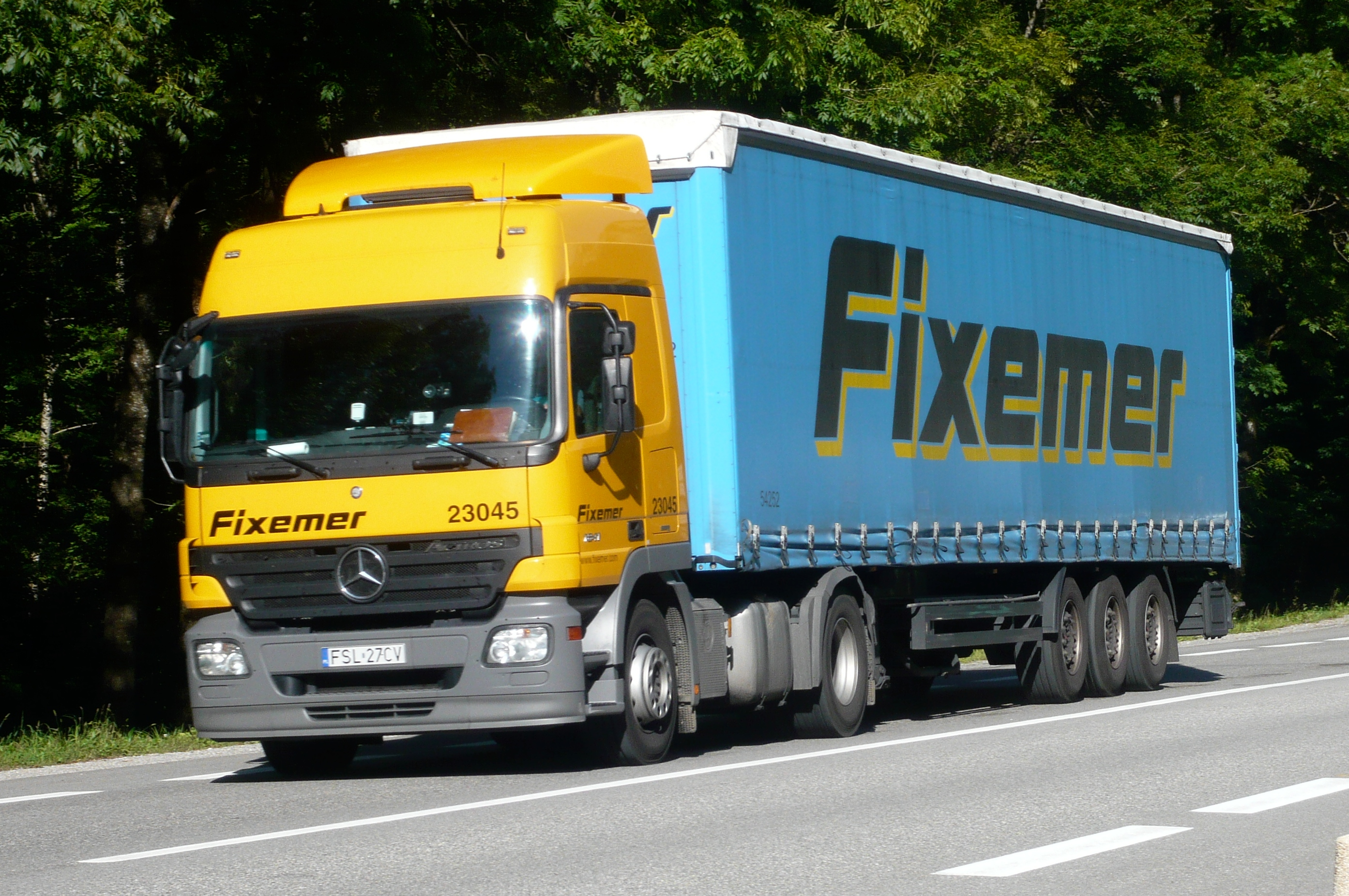
Великий вантажний автомобіль Mercedes-Benz

Великим вантажним транспортним засобом (LGV) або важким вантажним транспортним засобом (HGV) у Європейському Союзі (ЄС) є будь-який вантажівка з повною масою (GCM) понад 3500 кг. Підкатегорія N2 використовується для транспортних засобів від 3500 кг до 12000 кг і N3 для всіх вантажних транспортних засобів понад 12 000 кг, як визначено в Директиві 2001/116/EC. Термін середній вантажний транспортний засіб використовується в окремих частинах уряду Великої Британії для позначення вантажних транспортних засобів від 3500 до 7500 кг, які згідно з ЄС також є «великими вантажними транспортними засобами».
Комерційні транспортні засоби до 3500 кг відносяться до легких комерційних транспортних засобів і відносяться до категорії N1. Частина уряду Великої Британії також називає ці менші транспортні засоби «великими вантажними автомобілями» (також скорочено «LGV»).
Щоб перетинати державні кордони в ЄС, загальна маса автомобіля не повинна перевищувати 44 тонни або довжина 18.75 м, але довші та більш важкі транспортні засоби (LHV) використовуються в деяких країнах ЄС, де вони відомі як Gigaliner, EuroCombi, EcoLiner, інноваційний комерційний автомобіль, мега-вантажівка та під іншими назвами. Зазвичай вони становлять 25.25 метрів завдовжки і вагою до 70 тонн, і наслідки дозволу їм перетинати кордони розглядалися в 2011 році.

## Виробники
поточний
- Daimler AG з дочірніми компаніями
  - BharatBenz
  - Mercedes-Benz
  - Freightliner
  - Mitsubishi Fuso
  - Western Star
- Paccar з дочірніми компаніями
  - DAF
  - Kenworth
  - Leyland Trucks
  - Peterbilt
- Traton Group з дочірніми компаніями
  - MAN Truck & Bus
  - Navistar International
  - Scania
  - Volkswagen Caminhões e Ônibus
- Volvo Group з дочірніми компаніями
  - Dongfeng Motor (45%)
  - Mack Trucks
  - Renault Trucks
  - UD Trucks
  - Volvo Truck Corporation
- Hyundai Motor Company